# Liga de Campeones de Baloncesto 2024-25
La Liga de Campeones de Baloncesto 2024-25 (en inglés Basketball Champions League) fue la octava edición del torneo a nivel de clubes e instituciones del baloncesto europeo gestionada por FIBA. La competición comenzó el 15 de septiembre de 2024, con las rondas clasificatorias, y finalizó el 11 de mayo de 2025 con la Final Four. Unicaja de Málaga es el equipo defensor del título.

## Asignación de equipos
La clasificación de países basada en los coeficientes de país se utiliza para determinar la cantidad de clubes de cada federación nacional que participan en las distintas etapas de la BCL:
- Todos los países, si participaron, tienen al menos un equipo clasificado.
- Los ganadores de la Liga de Campeones de Baloncesto 2023-24 reciben una plaza adicional si no se clasifican para la Liga de Campeones de Baloncesto 2024-25 a través de su liga nacional.[3]
- El organizador podrá conceder el acceso a la Liga mediante la asignación de hasta 4 invitaciones a la Temporada Regular o a las Rondas de Clasificación.[3]
- Si uno o más clubes no hacen uso de su derecho a participar en la Liga de Campeones de Baloncesto, el organizador podrá decidir asignar la(s) plaza(s) respectiva(s) a otros clubes de la misma u otras Federaciones Nacionales.[3]

### Ranking de las Federaciones Nacionales
Para la Liga de Campeones de Baloncesto 2024-25, los países reciben sus plazas según sus coeficientes de país de 2024, que tienen en cuenta su rendimiento desde 2021-22 hasta 2023-24.
| Ranking | Federación Nacional  | Coef.  | Equipos |
| ------- | -------------------- | ------ | ------- |
| 1       | España               | 103.40 | 4+1 BCL |
| 2       | Israel               | 71.67  | 2       |
| 3       | Francia              | 70.16  | 3       |
| 4       | Turquía              | 65.20  | 4       |
| 5       | Grecia               | 60.75  | 5       |
| 6       | Alemania             | 60.50  | 4       |
| 7       | Hungría              | 44.00  | 1       |
| 8       | Rumania              | 41.00  | 1       |
| 9       | Lituania             | 39.00  | 2       |
| 10      | Bosnia y Herzegovina | 37.00  | 1       |
| 11      | Bélgica              | 36.50  | 2       |
| 12      | Italia               | 33.42  | 3       |
| 13      | Letonia              | 31.00  | 1       |
| 14      | Portugal             | 27.00  | 1       |
| 15      | Ucrania              | 25.00  | 0       |
| 16      | Polonia              | 22.50  | 2       |
| 17      | República Checa      | 18.00  | 1       |
| 18      | Estonia              | 13.00  | 1       |
| 19      | Dinamarca            | 12.00  | 0       |
| 20      | Rusia (suspendido)   | 7.50   | 0       |
| 21      | Suiza                | 7.00   | 1       |
| 22      | Países Bajos         | 6.00   | 1       |
| 23      | Suecia               | 5.00   | 1       |

| Rango | Federación Nacional      | Coef. | Equipos |
| ----- | ------------------------ | ----- | ------- |
| 24    | Chipre                   | 5.00  | 1       |
| 25    | Eslovaquia               | 5.00  | 1       |
| 26    | Serbia                   | 5.00  | 2       |
| 27    | Finlandia                | 4.00  | 1       |
| 28    | Bielorrusia (suspendido) | 4.00  | 0       |
| 29    | Montenegro               | 3.00  | 0       |
| 30    | Austria                  | 3.00  | 0       |
| 31    | Kosovo                   | 2.00  | 1       |
| 32    | Reino Unido              | 2.00  | 1       |
| 33    | Croacia                  | 2.00  | 0       |
| 34    | Georgia                  | 1.00  | 1       |
| 35    | Bulgaria                 | 1.00  | 1       |
| 36    | Macedonia del Norte      | 1.00  | 0       |
| NR    | Azerbaiyán               | —     | 1       |
| NR    | Albania                  | —     | 0       |
| NR    | Armenia                  | —     | 0       |
| NR    | Islandia                 | —     | 0       |
| NR    | Irlanda                  | —     | 0       |
| NR    | Luxemburgo               | —     | 0       |
| NR    | Moldavia                 | —     | 0       |
| NR    | Noruega                  | —     | 0       |
| NR    | Eslovenia                | —     | 0       |

### Equipos
Entre paréntesis se muestra cómo se clasificó cada equipo para el lugar de su ronda inicial:
- TH: Campeones
- FEC: Campeones de la Copa de Europa FIBA
- 1º, 2º, 3º, 4º, etc.: Posiciones de la liga de la temporada anterior
- WC: Invitación[3]
- AV: Vacante asignada[3]

| Temporada regular             | Temporada regular               | Temporada regular                       | Temporada regular               |
| ----------------------------- | ------------------------------- | --------------------------------------- | ------------------------------- |
| Peristeri Domino's (3rd)      | Niners Chemnitz (3rd)FEC        | Maccabi Ironi Ramat Gan (5th)           | Falco-Vulcano Szombathely (1st) |
| Promitheas Patras (5th)       | FIT/One Würzburg Baskets (4th)  | Hapoel Netanel Holon (6th)              | VEF Rīga (1st)                  |
| Kolossos H Hotels (6th)       | Rasta Vechta (6th)              | Pallacanestro Reggiana (5th)            | Rytas (1st)                     |
| AEK Betsson (7th)             | Pinar Karşıyaka (4th)           | Bertram Derthona Tortona (8th)          | FMP Soccerbet (4th)             |
| UCAM Murcia (2nd)             | Galatasaray (5th)               | King Szczecin (2nd)AV                   |                                 |
| Unicaja (3rd)TH               | Manisa BBSK (6th)               | Śląsk Wrocław (3rd)                     |                                 |
| La Laguna Tenerife (6th)      | Nanterre 92 (5th)               | Filou Oostende (1st)                    |                                 |
| BAXI Manresa (8th)            | Saint-Quentin Basket-Ball (6th) | Igokea m:tel (1st)                      |                                 |
| Rondas clasificatorias        |                                 |                                         |                                 |
| Sabah (1st)                   | Nokia (1st)                     | Dinamo Banco di Sardegna Sassari (10th) | Spartak Office Shoes (2nd)      |
| Windrose Giants Antwerp (2nd) | Cholet (7th)                    | Trepça (1st)                            | Patrioti Levice (1st)           |
| Rilski Sportist (1st)         | Kutaisi 2010 (1st)              | Juventus (5th)                          | Morabanc Andorra (11th)         |
| ERA Nymburk (1st)             | Telekom Baskets Bonn (7th)      | Heroes den Bosch (2nd)                  | Norrköping Dolphins 1st)        |
| Keravnos (1st)                | Caledonia Gladiators (5th)      | SL Benfica (1st)                        | Fribourg Olympic (1st)          |
| Kalev/Cramo (1st)             | PAOK mateco (8th)               | CSM CSU Oradea (2nd)                    | Petkim Spor (7th)               |

## Árbitros
Un total de 54 árbitros dirigirán partidos en la temporada 2024-25 de la Basketball Champions League: Después de la temporada 2023-24, cinco árbitros abandonaron la plantilla y se incorporaron dos.
| Árbitros de la temporada 2024-25 | Árbitros de la temporada 2024-25 | Árbitros de la temporada 2024-25 |
| --- | --- | --- |
| - Geert Jacobs - Ademir Zurapović - Martin Horozov - Ventsislav Velikov - Josip Jurčević - Martin Vulić - Ilias Kounelles - Ivor Matějek - Mihkel Männiste - Alexandre Demanda - Nicolas Maestre - Valentin Oliot - Yohan Rosso - Carsten Straube - Georgios Poursanidis - Péter Praksch - Cecilia Toth - Ofer Manheim | - Lorenzo Baldini - Saverio Lanzarini - Manuel Mazzoni - Andris Aunkrogers - Mārtiņš Kozlovskis - Gatis Saliņš - Juozas Barkauskas - Gvidas Gedvilas - Gintaras Mačiulis - Igor Mitrovski - Gizella Viola Györgyi - Julio Anaya - Wojciech Liszka - Michał Proc - Dariusz Zapolski - Paulo Marques - Marius Ciulin - Aleksandar Glišić | - Petar Pesic - Siniša Prpa - Marek Kúkelčík - Zdenko Tomašovič - Boris Krejić - Blaž Zupančič - Fernando Calatrava - Luis Castillo - Antonio Conde - Ariadna Chueca - Alberto Sánchez - Kerem Baki - Orhan Cagri Hekimoglu - Mehmet Karabilecen - Can Mavisu - Yener Yılmaz - Zafer Yılmaz - Sergiy Zashchuk |

## Rondas clasificatorias

### Sorteo
El sorteo de las rondas clasificatorias se celebró el 26 de junio de 2024 en la Casa Patrick Baumann en Mies, Suiza.
Los 24 equipos se enfrentarán en cuatro torneos de ronda clasificatoria, dos de los cuales pertenecen a la Ruta de Campeones, que contiene a los campeones de las ligas nacionales, y los otros dos a la Ruta de la Liga, que contiene al resto de equipos que compiten por clasificarse a la fase regular. En cada ruta, los equipos fueron clasificados en los seis bombos ordenados por el ranking de clubes y por el ranking de países para los clubes que aún no han participado en la competición. Los equipos de los bombos 1 y 2 fueron sorteados directamente para las semifinales de los torneos, mientras que los equipos de los otros cuatro bombos ingresarán al torneo desde los cuartos de final. Los cuatro ganadores de las finales se clasificarán para la temporada regular de la Basketball Champions League 2024-25 y se unirán a los 28 equipos clasificados directamente en el cuadro principal. El resto de los equipos se clasificarán, si lo solicitan, para la Copa FIBA Europa 2024-25.

#### Ruta de Campeones
| Equipo      | Pts |
| ----------- | --- |
| SL Benfica  | 25  |
| ERA Nymburk | 22  |

| Equipo           | Pts |
| ---------------- | --- |
| Kalev/Cramo      | 12  |
| Fribourg Olympic | 7   |

| Equipo              | Pts |
| ------------------- | --- |
| Patrioti Levice     | 5   |
| Norrköping Dolphins | 5   |

| Equipo   | Pts  |
| -------- | ---- |
| Keravnos | 2    |
| Nokia    | 4.00 |

| Equipo          | Pts  |
| --------------- | ---- |
| Trepça          | 2.00 |
| Rilski Sportist | 1.00 |

| Equipo       | Pts  |
| ------------ | ---- |
| Kutaisi 2010 | 1.00 |
| Sabah        | 0.00 |

#### Ruta de Liga
| Equipo               | Pts |
| -------------------- | --- |
| Telekom Baskets Bonn | 80  |
| PAOK Mateco          | 43  |

| Equipo                    | Pts |
| ------------------------- | --- |
| Banco di Sardegna Sassari | 33  |
| Cholet                    | 11  |

| Equipo           | Pts |
| ---------------- | --- |
| Heroes den Bosch | 4   |
| Juventus         | 2   |

| Equipo                  | Pts |
| ----------------------- | --- |
| CSM Oradea              | 1   |
| Windrose Giants Antwerp | 1   |

| Equipo               | Pts    |
| -------------------- | ------ |
| Caledonia Gladiators | 0      |
| MoraBanc Andorra     | 103.40 |

| Equipo               | Pts   |
| -------------------- | ----- |
| Petkim Spor          | 65.20 |
| Spartak Office Shoes | 5.00  |

### Torneo 1
El torneo 1 se disputó del 17 al 21 de septiembre de 2024 en el Gloria Sports Arena en Antalya, Turquía.
|  | Cuartos de final    | Cuartos de final |                     |    | Semifinales | Semifinales |  |  | Final | Final |
|  |                     |                  |                     |    |             |             |  |  |       |       |
|  |                     |                  |                     |    |             |             |  |  |       |       |
|  |                     |                  |                     |    |             |             |  |  |       |       |
|  |                     |                  |                     |    |             |             |  |  |       |       |
|  | 19 de septiembre    |                  |                     |    |             |             |  |  |       |       |
|  |                     |                  |                     |    |             |             |  |  |       |       |
|  | Benfica             | 89               |                     |    |             |             |  |  |       |       |
|  | Benfica             | 89               | 17 de septiembre    |    |             |             |  |  |       |       |
|  |                     |                  | Rilski Sportist     | 88 |             |             |  |  |       |       |
|  | Rilski Sportist     | 71               | Rilski Sportist     | 88 |             |             |  |  |       |       |
|  | Rilski Sportist     | 71               | 21 de septiembre    |    |             |             |  |  |       |       |
|  | Nokia               | 64               |                     |    |             |             |  |  |       |       |
|  | Nokia               | 64               | Benfica             | 91 |             |             |  |  |       |       |
|  |                     |                  | Benfica             | 91 |             |             |  |  |       |       |
|  |                     | Fribourg Olympic | 85                  |    |             |             |  |  |       |       |
|  |                     | Fribourg Olympic | 85                  |    |             |             |  |  |       |       |
|  | 19 de septiembre    |                  |                     |    |             |             |  |  |       |       |
|  |                     |                  |                     |    |             |             |  |  |       |       |
|  | Fribourg Olympic    | 80               |                     |    |             |             |  |  |       |       |
|  | Fribourg Olympic    | 80               | 17 de septiembre    |    |             |             |  |  |       |       |
|  |                     |                  | Norrköping Dolphins | 79 |             |             |  |  |       |       |
|  | Sabah               | 71               | Norrköping Dolphins | 79 |             |             |  |  |       |       |
|  | Sabah               | 71               |                     |    |             |             |  |  |       |       |
|  | Norrköping Dolphins | 75               |                     |    |             |             |  |  |       |       |
|  | Norrköping Dolphins | 75               |                     |    |             |             |  |  |       |       |

Fuente: FIBA

### Torneo 2
El torneo 2 se disputó del 18 al 22 de septiembre de 2024 en el Gloria Sports Arena en Antalya, Turquía.
|  | Cuartos de final | Cuartos de final |                  |    | Semifinales | Semifinales |  |  | Final | Final |
|  |                  |                  |                  |    |             |             |  |  |       |       |
|  |                  |                  |                  |    |             |             |  |  |       |       |
|  |                  |                  |                  |    |             |             |  |  |       |       |
|  |                  |                  |                  |    |             |             |  |  |       |       |
|  | 20 de septiembre |                  |                  |    |             |             |  |  |       |       |
|  |                  |                  |                  |    |             |             |  |  |       |       |
|  | ERA Nymburk      | 84               |                  |    |             |             |  |  |       |       |
|  | ERA Nymburk      | 84               | 18 de septiembre |    |             |             |  |  |       |       |
|  |                  |                  | Trepça           | 78 |             |             |  |  |       |       |
|  | Trepça           | 82               | Trepça           | 78 |             |             |  |  |       |       |
|  | Trepça           | 82               | 22 de septiembre |    |             |             |  |  |       |       |
|  | Keravnos         | 79               |                  |    |             |             |  |  |       |       |
|  | Keravnos         | 79               | ERA Nymburk      | 80 |             |             |  |  |       |       |
|  |                  |                  | ERA Nymburk      | 80 |             |             |  |  |       |       |
|  |                  | Kalev/Cramo      | 66               |    |             |             |  |  |       |       |
|  |                  | Kalev/Cramo      | 66               |    |             |             |  |  |       |       |
|  | 20 de septiembre |                  |                  |    |             |             |  |  |       |       |
|  |                  |                  |                  |    |             |             |  |  |       |       |
|  | Kalev/Cramo      | 84               |                  |    |             |             |  |  |       |       |
|  | Kalev/Cramo      | 84               | 18 de septiembre |    |             |             |  |  |       |       |
|  |                  |                  | Patrioti Levice  | 76 |             |             |  |  |       |       |
|  | Kutaisi 2010     | 87               | Patrioti Levice  | 76 |             |             |  |  |       |       |
|  | Kutaisi 2010     | 87               |                  |    |             |             |  |  |       |       |
|  | Patrioti Levice  | 111              |                  |    |             |             |  |  |       |       |
|  | Patrioti Levice  | 111              |                  |    |             |             |  |  |       |       |

Fuente: FIBA

### Torneo 3
El torneo 3 se disputó del 17 al 21 de septiembre de 2024 en el Gloria Sports Arena en Antalya, Turquía.
|  | Cuartos de final     | Cuartos de final |                     |    | Semifinales | Semifinales |  |  | Final | Final |
|  |                      |                  |                     |    |             |             |  |  |       |       |
|  |                      |                  |                     |    |             |             |  |  |       |       |
|  |                      |                  |                     |    |             |             |  |  |       |       |
|  |                      |                  |                     |    |             |             |  |  |       |       |
|  | 19 de septiembre     |                  |                     |    |             |             |  |  |       |       |
|  |                      |                  |                     |    |             |             |  |  |       |       |
|  | PAOK mateco          | 81               |                     |    |             |             |  |  |       |       |
|  | PAOK mateco          | 81               | 17 de septiembre    |    |             |             |  |  |       |       |
|  |                      |                  | CSM Oradea          | 80 |             |             |  |  |       |       |
|  | Caledonia Gladiators | 59               | CSM Oradea          | 80 |             |             |  |  |       |       |
|  | Caledonia Gladiators | 59               | 21 de septiembre    |    |             |             |  |  |       |       |
|  | CSM Oradea           | 90               |                     |    |             |             |  |  |       |       |
|  | CSM Oradea           | 90               | PAOK mateco         | 69 |             |             |  |  |       |       |
|  |                      |                  | PAOK mateco         | 69 |             |             |  |  |       |       |
|  |                      | Petkim Spor      | 79                  |    |             |             |  |  |       |       |
|  |                      | Petkim Spor      | 79                  |    |             |             |  |  |       |       |
|  | 19 de septiembre     |                  |                     |    |             |             |  |  |       |       |
|  |                      |                  |                     |    |             |             |  |  |       |       |
|  | Cholet               | 70               |                     |    |             |             |  |  |       |       |
|  | Cholet               | 70               | 17 de septiembre 17 |    |             |             |  |  |       |       |
|  |                      |                  | Petkim Spor         | 76 |             |             |  |  |       |       |
|  | Petkim Spor          | 92               | Petkim Spor         | 76 |             |             |  |  |       |       |
|  | Petkim Spor          | 92               |                     |    |             |             |  |  |       |       |
|  | Heroes Den Bosch     | 72               |                     |    |             |             |  |  |       |       |
|  | Heroes Den Bosch     | 72               |                     |    |             |             |  |  |       |       |

Fuente: FIBA

### Torneo 4
El torneo 4 se disputó del 18 al 22 de septiembre de 2024 en el Gloria Sports Arena en Antalya, Turquía.
|  | Cuartos de final          | Cuartos de final          |                      |    | Semifinales | Semifinales |  |  | Final | Final |
|  |                           |                           |                      |    |             |             |  |  |       |       |
|  |                           |                           |                      |    |             |             |  |  |       |       |
|  |                           |                           |                      |    |             |             |  |  |       |       |
|  |                           |                           |                      |    |             |             |  |  |       |       |
|  | 20 de septiembre          |                           |                      |    |             |             |  |  |       |       |
|  |                           |                           |                      |    |             |             |  |  |       |       |
|  | Telekom Baskets Bonn      | 99                        |                      |    |             |             |  |  |       |       |
|  | Telekom Baskets Bonn      | 99                        | 18 de septiembre     |    |             |             |  |  |       |       |
|  |                           |                           | MoraBanc Andorra     | 91 |             |             |  |  |       |       |
|  | MoraBanc Andorra          | 91                        | MoraBanc Andorra     | 91 |             |             |  |  |       |       |
|  | MoraBanc Andorra          | 91                        | 22 de septiembre     |    |             |             |  |  |       |       |
|  | Windrose Giants Antwerp   | 73                        |                      |    |             |             |  |  |       |       |
|  | Windrose Giants Antwerp   | 73                        | Telekom Baskets Bonn | 78 |             |             |  |  |       |       |
|  |                           |                           | Telekom Baskets Bonn | 78 |             |             |  |  |       |       |
|  |                           | Banco di Sardegna Sassari | 71                   |    |             |             |  |  |       |       |
|  |                           | Banco di Sardegna Sassari | 71                   |    |             |             |  |  |       |       |
|  | 20 de septiembre          |                           |                      |    |             |             |  |  |       |       |
|  |                           |                           |                      |    |             |             |  |  |       |       |
|  | Banco di Sardegna Sassari | 77                        |                      |    |             |             |  |  |       |       |
|  | Banco di Sardegna Sassari | 77                        | 18 de septiembre     |    |             |             |  |  |       |       |
|  |                           |                           | Juventus             | 73 |             |             |  |  |       |       |
|  | KK Spartak Subotica       | 84                        | Juventus             | 73 |             |             |  |  |       |       |
|  | KK Spartak Subotica       | 84                        |                      |    |             |             |  |  |       |       |
|  | Juventus                  | 87                        |                      |    |             |             |  |  |       |       |
|  | Juventus                  | 87                        |                      |    |             |             |  |  |       |       |

Fuente: FIBA

## Temporada regular
Los 28 equipos que participaron directamente en la temporada regular se dividieron en cuatro grupos según la clasificación de clubes y, para los clubes que aún no participaron en la competición (temporada regular), según la clasificación de países de los últimos tres años. La regla de protección de países se aplicará en la fase del sorteo. Los clubes no pueden ser sorteados en grupos con otros clubes del mismo país.
Los 28 equipos jugarán entre sí en una fase de grupos de ocho grupos con cuatro equipos. El equipo que ocupe el primer puesto de cada grupo pasará directamente a los octavos de final. Los equipos que ocupen el segundo y el tercer puesto jugarán en los play-in. El ganador de cada partido de play-in pasará a los octavos de final. Los play-in se jugarán en formato al mejor de 3. En los octavos de final, los equipos se dividirán en cuatro grupos de cuatro equipos. Cada equipo jugará contra cada uno de los otros equipos en los octavos de final. Los dos primeros equipos de cada grupo se clasificarán para los cuartos de final. Los cuartos de final se jugarán en formato al mejor de 3. El ganador de cada cuarto de final podrá participar en la Final Four de la Basketball Champions League en mayo de 2025.
Para determinar la clasificación, en caso de que los equipos tengan los mismos puntos y la misma cantidad de victorias en sus enfrentamientos directos al final de la jornada 6: el desempate será para el equipo con:
1. Mayor diferencia de puntos en los partidos entre ellos.
2. Mayor cantidad de puntos anotados en los partidos entre ellos.
3. Mayor diferencia de puntos en todos los partidos del grupo.
4. Mayor cantidad de puntos anotados en todos los partidos del grupo.

| Equipo                | Pts |
| --------------------- | --- |
| La Laguna Tenerife    | 144 |
| Unicaja               | 138 |
| Hapoel Netanel Holon  | 92  |
| Baxi Manresa          | 88  |
| Galatasaray Basketbol | 76  |
| Rytas                 | 69  |
| UCAM Murcia           | 68  |
| AEK Betsson           | 65  |

| Equipo                   | Pts |
| ------------------------ | --- |
| Peristeri                | 55  |
| Filou Oostende           | 55  |
| Karşıyaka Basket         | 52  |
| Falco Szombathely        | 49  |
| Igokea                   | 37  |
| VEF Rīga                 | 31  |
| Promitheas               | 30  |
| Bertram Derthona Tortona | 21  |

| Equipo                  | Pts   |
| ----------------------- | ----- |
| Rasta Vechta            | 17    |
| King Szczecin           | 11    |
| Pallacanestro Reggiana  | 11    |
| Niners Chemnitz         | 4     |
| Maccabi Ironi Ramat Gan | 71.67 |
| Nanterre 92             | 70.16 |
| Saint-Quentin           | 70.16 |
| Manisa Basket           | 65.20 |

| Equipo            | Pts   |
| ----------------- | ----- |
| Kolossos H Hotels | 60.75 |
| Würzburg Baskets  | 60.50 |
| Śląsk Wrocław     | 22.50 |
| FMP Soccerbet     | 5.00  |
| (Ganador QF–T1)   |       |
| (Ganador QF–T2)   |       |
| (Ganador QF–T3)   |       |
| (Ganador QF–T4)   |       |

### Grupo A
| Pos. | Equipo                   | PJ | G | P | GF  | GC  | DG  | Pts | Clasificación                    |  | WUE   | NAN   | HOL   | IGO   |
| ---- | ------------------------ | -- | - | - | --- | --- | --- | --- | -------------------------------- |  | ----- | ----- | ----- | ----- |
| 1    | FIT/One Würzburg Baskets | 6  | 4 | 2 | 513 | 489 | +24 | 10  | Clasifica a los Octavos de final |  | —     | 88–96 | 85–76 | 98–80 |
| 2    | Nanterre 92              | 6  | 3 | 3 | 500 | 492 | +8  | 9   | Clasifican a los Play-ins        |  | 83–88 | —     | 87–77 | 78–83 |
| 3    | Hapoel Netanel Holon     | 6  | 3 | 3 | 472 | 478 | −6  | 9   | Clasifican a los Play-ins        |  | 71–69 | 70–76 | —     | 92–82 |
| 4    | Igokea m:tel             | 6  | 2 | 4 | 493 | 519 | −26 | 8   |                                  |  | 83–85 | 86–80 | 79–86 | —     |

 Fuente: FIBA
Notas:
1. 1 2  Nanterre 92 163–147 Hapoel Netanel Holon

### Grupo B
| Pos. | Equipo         | PJ | G | P | GF  | GC  | DG   | Pts | Clasificación                    |  | UNI    | PET    | OOS   | SZC   |
| ---- | -------------- | -- | - | - | --- | --- | ---- | --- | -------------------------------- |  | ------ | ------ | ----- | ----- |
| 1    | Unicaja        | 6  | 6 | 0 | 584 | 432 | +152 | 12  | Clasifica a los Octavos de final |  | —      | 112–82 | 98–82 | 83–60 |
| 2    | Petkim Spor    | 6  | 4 | 2 | 475 | 503 | −28  | 10  | Clasifican a los Play-ins        |  | 56–108 | —      | 77–74 | 90–63 |
| 3    | Filou Oostende | 6  | 2 | 4 | 468 | 480 | −12  | 8   | Clasifican a los Play-ins        |  | 85–92  | 76–85  | —     | 67–55 |
| 4    | King Szczecin  | 6  | 0 | 6 | 388 | 500 | −112 | 6   |                                  |  | 67–91  | 70–85  | 73–84 | —     |

 Fuente: FIBA

### Grupo C
| Pos. | Equipo             | PJ | G | P | GF  | GC  | DG   | Pts | Clasificación                    |  | TFE   | KSK   | SAI   | KOL   |
| ---- | ------------------ | -- | - | - | --- | --- | ---- | --- | -------------------------------- |  | ----- | ----- | ----- | ----- |
| 1    | La Laguna Tenerife | 6  | 6 | 0 | 502 | 396 | +106 | 12  | Clasifica a los Octavos de final |  | —     | 85–82 | 96–57 | 92–73 |
| 2    | Pinar Karşıyaka    | 6  | 4 | 2 | 501 | 451 | +50  | 10  | Clasifican a los Play-ins        |  | 76–87 | —     | 84–74 | 95–79 |
| 3    | Saint-Quentin      | 6  | 2 | 4 | 429 | 473 | −44  | 8   | Clasifican a los Play-ins        |  | 61–71 | 67–93 | —     | 84–54 |
| 4    | Kolossos H Hotels  | 6  | 0 | 6 | 387 | 499 | −112 | 6   |                                  |  | 47–71 | 59–71 | 75–86 | —     |

 Fuente: FIBA

### Grupo D
| Pos. | Equipo       | PJ | G | P | GF  | GC  | DG  | Pts | Clasificación                    |  | NYM   | GAL   | VEC    | PRO   |
| ---- | ------------ | -- | - | - | --- | --- | --- | --- | -------------------------------- |  | ----- | ----- | ------ | ----- |
| 1    | ERA Nymburk  | 6  | 5 | 1 | 516 | 452 | +64 | 11  | Clasifica a los Octavos de final |  | —     | 80–70 | 93–74  | 75–85 |
| 2    | Galatasaray  | 6  | 4 | 2 | 492 | 471 | +21 | 10  | Clasifican a los Play-ins        |  | 75–87 | —     | 103–91 | 91–74 |
| 3    | Rasta Vechta | 6  | 1 | 5 | 471 | 531 | −60 | 7   | Clasifican a los Play-ins        |  | 70–95 | 64–74 | —      | 86–88 |
| 4    | Promitheas   | 6  | 2 | 4 | 478 | 503 | −25 | 8   |                                  |  | 78–86 | 75–79 | 78–86  | —     |

 Fuente: FIBA

### Grupo E
| Pos. | Equipo                  | PJ | G | P | GF  | GC  | DG  | Pts | Clasificación                    |  | AEK   | BON   | MRG   | RIG   |
| ---- | ----------------------- | -- | - | - | --- | --- | --- | --- | -------------------------------- |  | ----- | ----- | ----- | ----- |
| 1    | AEK Betsson             | 6  | 4 | 2 | 494 | 463 | +31 | 10  | Clasifica a los Octavos de final |  | —     | 96–65 | 80–71 | 80–70 |
| 2    | Telekom Baskets Bonn    | 6  | 4 | 2 | 474 | 485 | −11 | 10  | Clasifican a los Play-ins        |  | 93–74 | —     | 80–76 | 78–75 |
| 3    | Maccabi Ironi Ramat Gan | 6  | 3 | 3 | 492 | 494 | −2  | 9   | Clasifican a los Play-ins        |  | 95–84 | 78–86 | —     | 78–71 |
| 4    | VEF Rīga                | 6  | 1 | 5 | 464 | 482 | −18 | 7   |                                  |  | 69–80 | 86–72 | 93–94 | —     |

 Fuente: FIBA
Notas:
1. 1 2  AEK Betsson 170–158 Telekom Baskets Bonn

### Grupo F
| Pos. | Equipo                    | PJ | G | P | GF  | GC  | DG  | Pts | Clasificación                    |  | RYT   | FAL    | PAL   | SLA   |
| ---- | ------------------------- | -- | - | - | --- | --- | --- | --- | -------------------------------- |  | ----- | ------ | ----- | ----- |
| 1    | Rytas                     | 6  | 5 | 1 | 542 | 479 | +63 | 11  | Clasifica a los Octavos de final |  | —     | 103–83 | 94–84 | 98–75 |
| 2    | Falco-Vulcano Szombathely | 6  | 3 | 3 | 472 | 484 | −12 | 9   | Clasifican a los Play-ins        |  | 72–82 | —      | 78–71 | 67–74 |
| 3    | Pallacanestro Reggiana    | 6  | 3 | 3 | 458 | 462 | −4  | 9   | Clasifican a los Play-ins        |  | 77–67 | 79–88  | —     | 74–70 |
| 4    | Śląsk Wrocław             | 6  | 1 | 5 | 447 | 494 | −47 | 7   |                                  |  | 88–98 | 75–84  | 65–73 | —     |

 Fuente: FIBA
Notas:
1. 1 2  Falco-Vulcano Szombathely 166–150 Pallacanestro Reggiana

### Grupo G
| Pos. | Equipo                   | PJ | G | P | GF  | GC  | DG  | Pts | Clasificación                    |  | MAN    | DER    | CHE    | BEN    |
| ---- | ------------------------ | -- | - | - | --- | --- | --- | --- | -------------------------------- |  | ------ | ------ | ------ | ------ |
| 1    | BAXI Manresa             | 6  | 5 | 1 | 562 | 465 | +97 | 11  | Clasifica a los Octavos de final |  | —      | 100–82 | 105–59 | 92–64  |
| 2    | Bertram Derthona Tortona | 6  | 5 | 1 | 497 | 456 | +41 | 11  | Clasifican a los Play-ins        |  | 102–85 | —      | 87–81  | 77–71  |
| 3    | Niners Chemnitz          | 6  | 1 | 5 | 450 | 512 | −62 | 7   | Clasifican a los Play-ins        |  | 78–89  | 61–77  | —      | 103–75 |
| 4    | Benfica                  | 6  | 1 | 5 | 427 | 503 | −76 | 7   |                                  |  | 80–91  | 58–72  | 79–68  | —      |

 Fuente: FIBA

### Grupo H
| Pos. | Equipo             | PJ | G | P | GF  | GC  | DG  | Pts | Clasificación                    |  | UCM   | MAN    | PER   | FMP    |
| ---- | ------------------ | -- | - | - | --- | --- | --- | --- | -------------------------------- |  | ----- | ------ | ----- | ------ |
| 1    | UCAM Murcia        | 6  | 5 | 1 | 508 | 455 | +53 | 11  | Clasifica a los Octavos de final |  | —     | 97–103 | 83–76 | 86–50  |
| 2    | Manisa Basket      | 6  | 4 | 2 | 536 | 523 | +13 | 10  | Clasifican a los Play-ins        |  | 72–78 | —      | 79–77 | 103–84 |
| 3    | Peristeri Domino's | 6  | 2 | 4 | 449 | 457 | −8  | 8   | Clasifican a los Play-ins        |  | 76–81 | 90–78  | —     | 72–66  |
| 4    | FMP Soccerbet      | 6  | 1 | 5 | 445 | 503 | −58 | 7   |                                  |  | 78–83 | 97–101 | 70–58 | —      |

 Fuente: FIBA

## Play-ins
Los play-ins se disputaron del 7 al 22 de enero de 2024. Los equipos clasificados en segundo y tercer lugar de sus respectivos grupos de la Basketball Champions League, pasaron a los play-ins. Los ganadores avanzarán a los octavos de final. Los partidos de ida se jugaron el 7 y 8 de enero, los de vuelta el 14 y 15 de enero y, en caso necesario, los de tercera ronda se jugarán el 21 y 22 de enero.
| Equipo 1                  | Series | Equipo 2                | 1.er partido | 2.º partido | 3.er partido |
| ------------------------- | ------ | ----------------------- | ------------ | ----------- | ------------ |
| Nanterre 92               | 2–1    | Filou Oostende          | 78–88        | 76–67       | 76–71        |
| Karşıyaka Basket          | 0–2    | Promitheas              | 77–81        | 68–84       | —            |
| Telekom Baskets Bonn      | 0–2    | Pallacanestro Reggiana  | 91–94        | 70–73       | —            |
| Bertram Derthona Tortona  | 2–0    | Peristeri Domino's      | 69–59        | 73–65       | —            |
| Petkim Spor               | 2–1    | Hapoel Netanel Holon    | 82–81        | 62–65       | 93–85        |
| Galatasaray               | 2–1    | Saint-Quentin           | 84–63        | 79–90       | 75–73        |
| Falco-Vulcano Szombathely | 2–1    | Maccabi Ironi Ramat Gan | 88–81        | 69–76       | 106–100 TE   |
| Manisa Basket             | 2–0    | Niners Chemnitz         | 87–86        | 87–84       | —            |

## Octavos de final
Los octavos de final se disputarán del 28 de enero al 26 de marzo de 2025. Los grupos estarán formados por los ganadores de cada grupo de la fase regular y por los ocho ganadores de los play-ins. Los 16 equipos se dividirán en 4 grupos de 4 equipos cada uno. Los dos primeros de cada grupo avanzarán a los cuartos de final.

### Grupo I
| Pos. | Equipo                   | PJ | G | P | GF  | GC  | DG  | Pts | Clasificación                     |       | AEK   | BER   | WUR   | PRO     |
| ---- | ------------------------ | -- | - | - | --- | --- | --- | --- | --------------------------------- | ----- | ----- | ----- | ----- | ------- |
| 1    | AEK Betsson              | 6  | 5 | 1 | 493 | 449 | +44 | 11  | Clasifican a los Cuartos de final |       | —     | 93–86 | 84–77 | 97–76   |
| 2    | Bertram Derthona Tortona | 6  | 4 | 2 | 507 | 466 | +41 | 10  | Clasifican a los Cuartos de final |       | 83–82 | —     | 80–74 | 97–77   |
| 3    | FIT/One Würzburg Baskets | 6  | 2 | 4 | 496 | 516 | −20 | 8   |                                   |       | 71–77 | 80–79 | —     | 115–119 |
| 4    | Promitheas               | 6  | 1 | 5 | 465 | 530 | −65 | 7   |                                   | 56–60 | 60–82 | 77–79 | —     |         |

 Fuente: FIBA

### Grupo J
| Pos. | Equipo        | PJ | G | P | GF  | GC  | DG  | Pts | Clasificación                     |        | UNI   | GAL   | RYT   | MAN    |
| ---- | ------------- | -- | - | - | --- | --- | --- | --- | --------------------------------- | ------ | ----- | ----- | ----- | ------ |
| 1    | Unicaja       | 6  | 5 | 1 | 550 | 503 | +47 | 11  | Clasifican a los Cuartos de final |        | —     | 97–91 | 92–74 | 91–73  |
| 2    | Galatasaray   | 6  | 4 | 2 | 532 | 514 | +18 | 10  | Clasifican a los Cuartos de final |        | 86–84 | —     | 89–81 | 104–81 |
| 3    | Rytas         | 6  | 2 | 4 | 496 | 502 | −6  | 8   |                                   |        | 82–83 | 86–66 | —     | 98–74  |
| 4    | Manisa Basket | 6  | 1 | 5 | 508 | 567 | −59 | 7   |                                   | 97–103 | 85–96 | 98–75 | —     |        |

 Fuente: FIBA

### Grupo K
| Pos. | Equipo                 | PJ | G | P | GF  | GC  | DG  | Pts | Clasificación                     |       | TFE   | REG   | MAN   | PET   |
| ---- | ---------------------- | -- | - | - | --- | --- | --- | --- | --------------------------------- | ----- | ----- | ----- | ----- | ----- |
| 1    | La Laguna Tenerife     | 6  | 6 | 0 | 515 | 450 | +65 | 12  | Clasifican a los Cuartos de final |       | —     | 91–69 | 81–71 | 90–83 |
| 2    | Pallacanestro Reggiana | 6  | 3 | 3 | 486 | 498 | −12 | 9   | Clasifican a los Cuartos de final |       | 74–84 | —     | 85–70 | 77–70 |
| 3    | BAXI Manresa           | 6  | 2 | 4 | 492 | 516 | −24 | 8   |                                   |       | 73–84 | 96–90 | —     | 96–87 |
| 4    | Petkim Spor            | 6  | 1 | 5 | 496 | 525 | −29 | 7   |                                   | 80–85 | 87–91 | 89–86 | —     |       |

 Fuente: FIBA

### Grupo L
| Pos. | Equipo                    | PJ | G | P | GF  | GC  | DG   | Pts | Clasificación                     |        | NYM    | NAN    | MUR   | FAL   |
| ---- | ------------------------- | -- | - | - | --- | --- | ---- | --- | --------------------------------- | ------ | ------ | ------ | ----- | ----- |
| 1    | ERA Nymburk               | 6  | 5 | 1 | 549 | 451 | +98  | 11  | Clasifican a los Cuartos de final |        | —      | 86–90  | 85–70 | 96–68 |
| 2    | Nanterre 92               | 6  | 4 | 2 | 505 | 512 | −7   | 10  | Clasifican a los Cuartos de final |        | 77–100 | —      | 76–71 | 83–71 |
| 3    | UCAM Murcia CB            | 6  | 3 | 3 | 485 | 474 | +11  | 9   |                                   |        | 60–76  | 95–84  | —     | 85–63 |
| 4    | Falco-Vulcano Szombathely | 6  | 0 | 6 | 467 | 569 | −102 | 6   |                                   | 86–106 | 89–95  | 90–104 | —     |       |

 Fuente: FIBA

## Playoffs
|  | Cuartos de final        | Cuartos de final | Cuartos de final | Cuartos de final |    |                    | Semifinales | Semifinales |                    |              | Final        | Final   |  |
|  | 9-23 abril              | 9-23 abril       | 9-23 abril       | 9-23 abril       |    |                    | 9 mayo      | 9 mayo      |                    |              | 11 mayo      | 11 mayo |  |
|  |                         |                  |                  |                  |    |                    |             |             |                    |              |              |         |  |
|  |                         |                  |                  |                  |    |                    |             |             |                    |              |              |         |  |
|  | La Laguna Tenerife      | 93               | 77               | –                |    |                    |             |             |                    |              |              |         |  |
|  | La Laguna Tenerife      | 93               | 77               | –                |    |                    |             |             |                    |              |              |         |  |
|  | Bertram Derthona Basket | 89               | 64               | –                |    |                    |             |             |                    |              |              |         |  |
|  | Bertram Derthona Basket | 89               | 64               | –                |    | La Laguna Tenerife | 80          |             |                    |              |              |         |  |
|  |                         |                  |                  |                  |    | La Laguna Tenerife | 80          |             |                    |              |              |         |  |
|  |                         |                  | Galatasaray      | 90               |    |                    |             |             |                    |              |              |         |  |
|  | ERA Nymburk             | 80               | Galatasaray      | 90               | 74 | –                  |             |             |                    |              |              |         |  |
|  | ERA Nymburk             | 80               |                  |                  |    |                    |             |             |                    |              |              |         |  |
|  | Galatasaray             | 106              | 90               | –                |    |                    |             |             |                    |              |              |         |  |
|  | Galatasaray             | 106              | 90               | –                |    |                    |             |             |                    | Galatasaray  | 67           |         |  |
|  |                         |                  |                  |                  |    |                    |             |             |                    | Galatasaray  | 67           |         |  |
|  |                         |                  | Unicaja          | 83               |    |                    |             |             |                    |              |              |         |  |
|  | AEK Betsson             | 76               | Unicaja          | 83               | 70 | 104                |             |             |                    |              |              |         |  |
|  | AEK Betsson             | 76               |                  |                  |    |                    |             |             |                    |              |              |         |  |
|  | Nanterre 92             | 69               | 82               | 69               |    |                    |             |             |                    |              |              |         |  |
|  | Nanterre 92             | 69               | 82               | 69               |    | AEK Betsson        | 65          |             |                    | Tercer lugar | Tercer lugar |         |  |
|  |                         |                  |                  |                  |    | AEK Betsson        | 65          |             |                    | Tercer lugar | Tercer lugar |         |  |
|  |                         |                  | Unicaja          | 71               |    |                    |             |             |                    |              |              |         |  |
|  | Unicaja                 | 105              | Unicaja          | 71               | 82 | –                  |             |             | La Laguna Tenerife | 73           |              |         |  |
|  | Unicaja                 | 105              |                  |                  |    |                    |             |             | La Laguna Tenerife | 73           |              |         |  |
|  | Pallacanestro Reggiana  | 68               | 72               | –                |    |                    |             |             |                    |              | AEK Betsson  | 77      |  |
|  | Pallacanestro Reggiana  | 68               | 72               | –                |    |                    |             |             |                    |              | AEK Betsson  | 77      |  |
|  |                         |                  |                  |                  |    |                    |             |             |                    |              |              |         |  |

## Final Four

#### Semifinales
| 9 de mayo de 2025 | La Laguna Tenerife                                                     | 80–90                                 | Galatasaray                                                                       | Atenas                                                                       |  |
| 18:00             | Parciales: 24-20, 19-20, 12-24, 25-26                                  | Parciales: 24-20, 19-20, 12-24, 25-26 | Parciales: 24-20, 19-20, 12-24, 25-26                                             |                                                                              |  |
|                   | Estadísticas M. Huertas 18 T. Scrubb 5 B. Fitipaldo 6 G. Shermadini 17 | Reporte Pts Reb Asts Val              | Estadísticas 21 W. Cummings, E. Izundu 10 E. Izundu 3 Tres jugadores 28 E. Izundu | Pabellón: SUNEL Arena Árbitros: Ademir Zurapovic Yohan Rosso Gvidas Gedvilas |  |

| 9 de mayo de 2025 | AEK Betsson                                                   | 65–71                                 | Unicaja                                                                                   | Atenas                                                                   |  |
| 21:00             | Parciales: 20-23, 11-14, 24-13, 10-21                         | Parciales: 20-23, 11-14, 24-13, 10-21 | Parciales: 20-23, 11-14, 24-13, 10-21                                                     |                                                                          |  |
|                   | Estadísticas G. Golden 19 C. Bryce 7 G. Golden 5 G. Golden 23 | Reporte Pts Reb Asts Val              | Estadísticas 14 D. Osetkowski 10 D. Osetkowski 3 T. Kalinoski, K. Taylor 16 D. Osetkowski | Pabellón: SUNEL Arena Árbitros: Wojciech Liszka Boris Krejić Julio Anaya |  |

#### Tercer lugar
| 11 de mayo de 2025 | La Laguna Tenerife                                                   | 73–77                                 | AEK Betsson                                                  | Atenas                                                                      |  |
| 17:00              | Parciales: 21-11, 18-17, 16-18, 18-31                                | Parciales: 21-11, 18-17, 16-18, 18-31 | Parciales: 21-11, 18-17, 16-18, 18-31                        |                                                                             |  |
|                    | Estadísticas D. Krämer 15 G. Shermadini 13 M. Huertas 3 D. Krämer 15 | Reporte Pts Reb Asts Val              | Estadísticas 20 R. Tucker 7 G. Golden 4 R. Gray 19 R. Tucker | Pabellón: SUNEL Arena Árbitros: Yohan Rosso Mārtiņš Kozlovskis Gatis Salins |  |

#### Final
| 11 de mayo de 2025 | Galatasaray                                                                        | 67–83                                 | Unicaja                                                       | Atenas                                                                   |  |
| 20:00              | Parciales: 13-19, 18-18, 18-19, 18-27                                              | Parciales: 13-19, 18-18, 18-19, 18-27 | Parciales: 13-19, 18-18, 18-19, 18-27                         |                                                                          |  |
|                    | Estadísticas W. Cummings, T. Wallace 14 E. Izundu 11 J. Palmer Jr. 4 T. Wallace 16 | Reporte Pts Reb Asts Val              | Estadísticas 14 T. Carter 11 T. Pérez 5 T. Carter 18 T. Pérez | Pabellón: SUNEL Arena Árbitros: Wojciech Liszka Boris Krejić Julio Anaya |  |

|                            |
| Bandera de España          |
| Campeón Unicaja 2.º título |